# Сестрински град (2. део)
Епизода Сестрински град (2. део) је 12. епизода 2. сезоне серије МЗИС: Нови Орлеанс. Премијерно је приказана 5. јануара 2016. године на каналу Си-Би-Ес.

## Опис
Сценарио за епизоду је писао Кристофер Силбер, а режирао ју је Џејмс Хејман.
Ели Бишоп путује у Нови Орлеанс да би помогла агенту Прајду да истражи руског шпијуна спавача који је повезан са Ебиним братом Луком.
У овој епизоди се појављују специјални агент Лерој Џетро Гибс, форензички специјалиста Ебигејл Шуто, помоћник медицинског вештака Џејмс Палмер, специјални агент Еленор Бишоп и медицински вештак др. Доналд Малард. 
Ова епизода је непосредан наставак епизоде "Сестрински град (1. део)" из серије "МЗИС".

## Ликови

### Из серијеМЗИС: Нови Орлеанс
- Скот Бакула као Двејн Касијус Прајд
- Лукас Блек као Кристофер Ласејл
- Зои Меклилан као Мередит Броди
- Роб Керкович као Себастијан Ланд
- Дерил Мичел као Патон Плејм
- Шалита Грант као Соња Перси
- К. К. Х. Паундер као др Лорета Вејд

### Из серијеМЗИС
- Марк Хармон као Лерој Џетро Гибс
- Поли Пререт као Ебигејл Шуто
- Брајан Дицен као Џејмс Палмер
- Емили Викершом као Еленор Бишоп
- Дејвид Макалум као др. Доналд Малард